# Sumerische Literatur
Als Sumerische Literatur bezeichnet man die aus Babylonien stammende Literatur in sumerischer Sprache. Sie gilt nach aktuellem Kenntnisstand als älteste Literatur der Welt.

## Überlieferung
Die sumerische Literatur ist auf Tontafeln in Keilschrift überliefert. Der größte Teil der gefundenen Überlieferung stammt aus Abschriften, die in altbabylonischer Zeit angefertigt wurden. Einige wenige Exemplare stammen aus den vorausgehenden Epochen der 2. Dynastie von Lagasch, der 3. Dynastie von Ur und vereinzelt aus der Akkadzeit. Das bedeutet, dass die meisten Abschriften in einer Zeit entstanden, als die sumerische Sprache bereits durch das semitische Akkadisch verdrängt war. Da in den Schreiberschulen jedoch noch das Sumerische gelehrt wurde, liegen uns Abschriften aus eben solchen Schulen vor. Für ein kleines Spektrum der sumerischen Literatur gibt es auch jüngere Überlieferung bis ans Ende des 1. Jahrtausends v. Chr. Einige wenige Tafeln aus der Zeit nach Alexander enthalten auch Übertragungen in griechische Buchstaben. Darüber hinaus gibt es auch Übersetzungen ins Akkadische, meist Zeile für Zeile auf derselben Tafel, selten als eigenen Text wie insbesondere die 12. Tafel des Gilgamesch-Epos.

## Gattungen
Die meisten sumerischen literarischen Texte lassen sich in folgende Kategorien einteilen:
Hymnen gehören zu den ältesten Texten der Sumerischen Literatur und leben fort bis ins 1. Jahrtausend v. Chr. Hymnen preisen Götter, Könige, Tempel und Städte. Eine Sonderstellung nehmen Klagehymnen ein, von denen die Klagen um die Zerstörung von Städten negative historische Ereignisse reflektieren. Daneben gibt es die rituellen Klagehymnen die von Kultpriestern in dem sumerischen Dialekt Emesal mit Musik vorgetragen wurden, während das Emesal sonst nur für die wörtliche Rede von Frauen verwendet wurde. Auch die Klagen um Städte sind teilweise in Emesal abgefasst, insbesondere wenn die Klage einer Göttin in den Mund gelegt ist.
Mythen behandeln das Leben der Gottheiten, ihre Abenteuer und gegenseitigen Besuche. Als Götter treten am häufigsten die Kriegs- und Liebesgöttin Inanna und der Gott Enki auf. Enki tritt dabei in seinen zwei Rollen als Trunkenbold und Lüstling und als kluger und hilfreicher Gott auf. Daneben gibt es in den Mythen auch manchmal menschliche Protagonisten. Am Anfang steht häufig ein kurzer Abschnitt mit einem Bericht aus der Urzeit (Entstehung der Welt und der Menschen etc.). Solche Urzeiterzählungen, können auch in anderen Gattungen dem eigentlichen Text vorangehen.
Epen behandeln Heroen der vergangenen Zeiten, meist teilweise mythische Könige der 1. Dynastie von Uruk.
Schul-/Streitgespräche sind einerseits satirische Übungstexte über den Schulalltag zum Erlernen des Sumerischen, vielleicht auch Übungen in Rhetorik. In Streitgesprächen begegnen sich Personifikationen gegensätzlicher Dinge wie Sommer und Winter, Hacke und Pflug, Vogel und Fisch. Am Ende kürt eine Gottheit den Sieger.
Fabeln haben vor allem Tiere statt Menschen als Akteure.
Liebeslieder handeln meistens von der Liebe zwischen der Göttin Inanna und dem Hirten Dumuzi.
Texte mit historischem Hintergrund, Rätsel, Beschwörungen, Sammlungen von Sprichwörtern
Literarische Briefe sind Briefe von oder an historisch belegte Könige, selten an eine Gottheit, die in den Schreiberschulen abgeschrieben wurden. Ein Teil davon ist sicher fiktiv, andere könnten auch auf echte Briefe zurückgehen. Besonderes Interesse hat insbesondere die Korrespondenz der Könige von Ur (3. Dynastie) gefunden.

## Geschichte
Die ältesten bekannten Texte der Menschheit stammen aus Schicht IV und der etwas jüngeren Schicht III in Uruk. Sie sind in einer Schrift geschrieben, die Verwaltungsvorgänge, etwa die Summation von Gütern wiedergibt, ohne sie in die Sätze einer Sprache zu kleiden. Sie repräsentieren also noch keine verschriftlichte Sprache. In diesem Zusammenhang wurde diskutiert, ob es sich bei der so genannten Tribute List möglicherweise um einen literarischen Text handelt. Dies konnte bis jetzt jedoch noch nicht geklärt werden. Mehr Aussicht, als literarischer Text anerkannt zu werden, hat die um Jahrhunderte jüngere Inschrift auf der so genannten Figure aux plumes. Zunächst wurde eine Rechtsurkunde oder Kaufvertrag vermutet, wobei die Bearbeiter zugaben, den Text nicht zu verstehen. Einige Sumerologen interpretieren sie nun jedoch als Hymne an den Gott Ningirsu.
Erste sicher literarische Werke wurden in Fāra und Tell Abū ṢalābĪḫ gefunden. Sie stammen in etwa aus der Zeit um 2600 v. Chr. Sie umfassen Beschwörungen, Hymnen, Sprichwortsammlungen und Weisheitsliteratur und mindestens einen Auszug aus einem Epos, das später nicht mehr überliefert ist, dessen Held Lugalbanda aber in anderen Erzählungen auftritt. Da Sprache und Schriftsystem von dem besser bekannten jüngeren Sumerischen abweichen, grammatische Elemente zum Teil noch nicht geschrieben werden und die Reihenfolge der Zeichen variieren kann, sind diese Texte nur teilweise verständlich. Hinzu kommt der Gebrauch eines zweiten orthographischen Systems, in dem viele dieser Texte geschrieben sind und das nicht ganz entziffert werden konnte. Relativ wenige literarische Texte wurden in Schichten der folgenden Epochen, nämlich der jüngeren Frühdynastischen Zeit, Akkadzeit und der Zeit der 2. Dynastie von Lagasch sowie der 3. Dynastie von Ur (bis 2003 v. Chr.) gefunden. Viele Texte der späteren altbabylonischen Zeit, etwa die Hymnen auf die Könige von Ur, stammen aber sicher aus dieser Zeit. Bemerkenswert ist, dass sich mit dem Namen En-hedu-anna, die um 2200 v. Chr. in Ur lebte, erstmals in der Menschheitsgeschichte jemand selbst als Autor oder Autorin eines literarischen Werks zu erkennen gibt. Sonst ist die sumerische Literatur anonym.
In altbabylonischer Zeit, als im Alltag das semitische Akkadisch gesprochen wurde, ist die erhaltene schriftliche Überlieferung bei weitem am umfangreichsten. Es werden zahlreiche Gattungen greifbar (siehe oben). Die Überlieferung vieler Werke endet aber mit der altbabylonischen Zeit. Neben einigen anderen Werken werden danach vor allem Klagehymnen und Beschwörungen noch lange überliefert. Neben der sumerischen Literatur wird nun auch die akkadische Literatur häufig aufgeschrieben. Der ursprünglich sumerische Gilgamesch-Stoff wird in akkadischer Sprache neu gestaltet.

## Charakteristik und Textbeispiele
Außer dem Gebrauch der sumerischen Sprache gibt es kein Charakteristikum, das bei allen Texten der sumerischen Literatur auftritt. Viele Texte zeigen eine Nähe zur mündlichen Überlieferung. Diese Nähe kommt in einer beschränkten Länge, in häufigen Wiederholungen wie in einem Lied und in der Anonymität der Autorschaft und freien Veränderbarkeit des Textes zum Ausdruck. Daneben gibt es aber auch Texte, die explizit zu einer schriftlichen Tradition gehören, wie die literarischen Briefe. Die mythischen Einleitungen mit Erzählungen aus der Urzeit sind ein weiteres häufiges Charakteristikum, können aber auch ganz fehlen. Von der Ilias des Homer und anderen Epen unterscheiden sich die sumerischen Epen durch ein sehr geringes Interesse an Kampfszenen. Es wird diskutiert, ob einzelne Epen und Streitgespräche auch szenisch vor Publikum aufgeführt wurden. Es gibt aber keine eindeutigen Regieanweisungen.
Es ist nicht möglich, in diesem Rahmen einen Überblick über die sumerische Literatur zu geben. Hier deshalb nur wenige Beispiele:
Einer der ältesten Texte ist der „Rat des Schuruppak“. Er beginnt mit den Worten:

„Der Verständige, der die Worte kennt, der im Lande Sumer lebt,

Schuruppak, der Verständige, der die Worte kennt, der im Lande Sumer lebt,

Schuruppak gab seinem Sohn Rat:

„Mein Sohn, ich will dir Rat geben,

achte auf meinen Rat!

Lege dein Feld nicht neben eine Straße […]““

In der altbabylonischen Fassung, etwa 800 Jahre später, ist aus dem Anfang des Anfangs geworden:

„Damals in jenen fernen Tagen,

in jenen Nächten, in jenen entfernten Nächten,

in jenen Jahren, in jenen fernen Jahren,

damals (riet) der Verständige, der die kunstvollen Worte, der die Worte kennt, der im Lande Sumer lebt,

Schuruppak, der Verständige, der die kunstvollen Worte, der die Worte kennt, der im Lande Sumer lebt,

es riet Schuruppak wahrlich seinem Sohn.

Schuruppak, der Sohn des Ubartutu

riet seinem Sohn Ziusudra […]“

Als junge Frau begegnet die Göttin Inanna ihrem Liebhaber Dumuzi auf der Straße. Er hält sie an der Hand fest, Inanna muss aber nach Hause. Da sagt Dumuzi:

„Ich will es dich lehren, ich will es dich lehren!

Inanna, die Lügen der Frauen will ich dich lehren!

„Meine Freundin tanzte mit mir auf dem weiten Platz.

Sie lief mit mir umher, Trommel und Tamburin spielten.

Ihre Lieder waren schön, sie sang für mich,

die Freude war schön, es verging die Zeit.“

Das tische deiner leiblichen Mutter als Lüge auf!

Aber was uns betrifft, lass mich dir Liebe machen im Mondlicht,

lass mich dein Haar lösen auf dem reinen, luxuriösen Lager!“

## Werke (chronologisch)
- Hymnus Inanna B (altakkadische Zeit (etwa 2350–2154 v. Chr.))
- Die Bauhymne des Gudea (Lagasch-II-Zeit (22. Jhd.))
- Dumuzis Traum (spätestens Anfang der Isin-Zeit (2017–1794 v. Chr.))
- Gilgamesch, Enkidu und die Unterwelt (spätestens Anfang der Isin-Zeit (2017–1794 v. Chr.))
- Rat des Šuruppak (Zwischen Fara-Zeit (27./26. Jhd. v. Chr.) und mittelassyrischer Zeit (11. Jhd. v. Chr.))

## Sumerische Literatur in Übersetzungen
- Konrad Volk (Hg.): Erzählungen aus dem Land Sumer. Harrassowitz, Wiesbaden 2015, ISBN 978-3-447-10413-5.
- W. H. Ph. Römerund D. O. Edzard, Mythen und Epen I, Gütersloh 1993, ISBN 3-579-00074-8
- The Electronic Text Corpus of Sumerian Literature
- The literature of ancient Sumer, translated and introduced by Jeremy Black, Graham Cunningham, Eleanor Robson, Gábor Zólyomi. Oxford: Oxford University Press, 2004, Inhaltsverzeichnis, ISBN 0-19929-633-2.